# Договор об Амазонской кооперации
Договор об Амазонской кооперации (порт. Tratado de Cooperação Amazônica) был подписан 3 июля 1978 года в Бразилиа (столице Бразилии). Договор подписали восемь амазонских стран (Боливия, Бразилия, Колумбия, Эквадор, Гайана, Перу, Суринам и Венесуэла).
Данный договор является юридическим документом, чьё действие направлено на содействие гармоничному и комплексному развитию бассейна реки Амазонки, а также на повышение уровня жизни народов стран-участниц, обеспечение экономической интеграции в регионе Амазонки, для обмена опытом в области регионального развития и экономического роста с сохранением окружающей среды. Таким образом, договор предусматривает сотрудничество между странами-участницами в научно-технических исследованиях, рациональном использовании природных ресурсов, создании инфраструктуры для транспорта и коммуникаций, содействие торговле между соседними странами и сохранение культурных ценностей.
В 1995 году министры иностранных дел стран-участниц собрались в Лиме (столице Перу) и договорились о создании Амазонского пакта, международной организации, с целью обеспечить сохранение природного наследия Амазонки на основе принципов устойчивого развития. 14 декабря 1998 года была подписана поправка к протоколу Договора в Каракасе, в результате чего была создана международная организация Амазонский пакт.